# 시말라
시말라(Simala, 사르데냐어: Sìmaba)는 이탈리아 사르데냐 주 오리스타노도에 있는 코무네 (지자체)로, 칼리아리에서 북서쪽으로 약 60 킬로미터 (37 mi), 오리스타노에서 남동쪽으로 약 30 킬로미터 (19 mi) 떨어져 있다.
시말라는 다음 지자체와 접해 있다: 바레사, 쿠르쿠리스, 곤노스코디나, 곤노스노, 마술라스, 폼푸.